# Christian Vázquez (actor)
Christian Vázquez (Guadalajara, Jalisco, 27 de octubre de 1986) es un actor mexicano reconocido en su país natal por sus múltiples roles en películas mexicanas. Vázquez estudió artes escénicas en la Universidad de Guadalajara. Comenzó a trabajar como mesero en un hotel y luego comenzó su carrera como actor haciendo comerciales de televisión para diferentes marcas.

## Filmografía

### Papeles en películas
| Año  | Título                               | Funciones             | Notas        |
| ---- | ------------------------------------ | --------------------- | ------------ |
| 2007 | El precio de la inocencia            | Moncho                |              |
| 2009 | Oveja negra                          | José                  |              |
| 2009 | Chamaco                              | Wilo                  |              |
| 2011 | Galeana Núm. 8                       | Actor #2              |              |
| 2012 | S.O.L.                               | Dude                  | Cortometraje |
| 2012 | Odio Amor                            | Robo                  |              |
| 2013 | Cinco de Mayo: La batalla            | Juan Osorno           |              |
| 2013 | Las señoras Buenas                   | Güicho                |              |
| 2013 | Tlatelolco, verano del 68            | Félix                 |              |
| 2013 | Uno Décimo de un Deseo               | Patrón de restaurante | Cortometraje |
| 2013 | Elysium                              | Gánster               |              |
| 2014 | Diego                                | Roy                   | Cortometraje |
| 2014 | Yerbamala                            | Jesús YerbaMala       |              |
| 2014 | Cantinflas                           | Torero Pobre          |              |
| 2015 | Aerosol                              | Tren                  |              |
| 2017 | 3 idiotas                            | Felipe                |              |
| 2018 | Dibujando el cielo                   | Gerardo               |              |
| 2018 | Leona                                | Iván                  |              |
| 2018 | Las calenturas de un fantasma        | Aquiles Castro        |              |
| 2019 | Mirreyes contra Godínez              | Conan                 |              |
| 2019 | Loco Aleta de semana                 | Fede                  |              |
| 2019 | Super Bomberos                       | Ángel                 |              |
| 2019 | Yo Fausto                            | Fausto                |              |
| 2020 | Te llevo conmigo                     | Gerardo               |              |
| 2021 | Homicidio culposo                    | Anibal                |              |
| 2022 | La caída                             | Carlos                |              |
| 2022 | Mirreyes contra Godínez 2: El retiro | Conan                 |              |
| 2023 | La novia de América                  | Horacio               |              |

### Papeles de televisión
| Año        | Título                       | Funciones           | Notas                                       |
| ---------- | ---------------------------- | ------------------- | ------------------------------------------- |
| 2008       | La rosa de Guadalupe         | Womita              | Episodio: "Soja emo"                        |
| 2010       | Gritos de muerte y libertad  | Prisionero          | Episodio: "El primer sueño: 1808"           |
| 2011       | Bienvenida realidad          | Darío Estrada       |                                             |
| 2013       | Hombre tenías que ser        | Mario Molina        |                                             |
| 2015       | El capitán Camacho           | Tirzo               |                                             |
| 2015       | UEPA! Un escenario para amar | Moisés "Moy" Lezama |                                             |
| 2015       | Caminos de Guanajuato        | Celso Mora          |                                             |
| 2015       | El Dandy                     | Toño                |                                             |
| 2016       | Un día cualquiera            | Luis Martín         | Episodio: "Crímenes increíbles"             |
| 2016@–2017 | Vuelve temprano              | Gabriel Castro      | La serie regular; 83 episodios              |
| 2016@–2017 | Rosario Tijeras              | Fierro              | La serie regular (estación 1); 56 episodios |
| 2019       | Sitiados: México             | Moro                | La serie regular; 8 episodios               |
| 2019       | Los pecados de Bárbara       |                     |                                             |
| 2020–2023  | De brutas, nada              | Alejandro Montero   | Función principal                           |
| 2021–2022  | Guerra de vecinos            | Tomás               | Función principal                           |
| 2022       | Amores que engañan           | Frank               | Episodio: Solo una oportunidad              |
| 2023       | Playa soledad                | Mateo               |                                             |
| 2024       | Zorro                        | Hermanos Ramírez    | Episodio 2, 3 y 4.                          |
| 2025       | Entre paredes                | Martín              | Función principal                           |